# Finegas
Finegas – iryjski druid,  który według mitologii złowił Łososia Mądrości.
Po złowieniu Łososia mądrości poprosił swojego ucznia, Fionna mac Cumhaila, aby go dla niego ugotował, ale przestrzegł, by Fionn nie próbował łososia dopóty, dopóki pierwszy nie zrobi tego Finegas. Podczas gotowania Fionn niechcący przebił widniejącą na ciele łososia bliznę, czym sparzył sobie kciuk, do którego przykleił się kawałek skóry łososia. Ssąc bolący palec, Fionn połknął ten kawałek, wchłaniając w ten sposób mądrość łososia. Dostarczywszy posiłek Finegasowi, mistrz spostrzegł nowy błysk w oczach swojego ucznia. Mimo jego pytań, nowicjusz nie chciał przyznać się, że spróbował rybę, lecz ostatecznie wyznał całe zajście. Finegas zrozumiał, że to jego uczeń Finn ma zgodnie z przeznaczeniem posiąść najwyższą mądrość i pozwolił chłopcu zjeść rybę do końca.